# Centro (ajedrez)

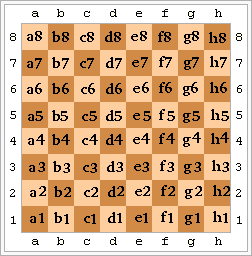
Denominación de los escaques según la notación algebraica.

En ajedrez se llama centro a las casillas d4, e4, d5 y e5. Si incluimos las casillas adyacentes a estas hablamos de centro ampliado. El centro reducido son las 4 casillas más importantes ya que las piezas que se acercan a él aumentan su potencia de tiro. Por ejemplo, un caballo ubicado en "a1" tiene solamente 2 casillas a donde jugar, mientras que en e4 tiene 8 posibilidades. La dama en un rincón puede mover a 21 casillas, mientras que en e4 tiene 27 casilleros a donde moverse. Todas las aperturas luchan por un dominio directo o indirecto del centro, ya que aquel jugador que lo controle tendrá la iniciativa. 
Según la escuela moderna de ajedrez (cuyos máximos exponentes fueron Steinitz y Tarrash), se deben desarrollar las piezas sin pérdidas de tiempo y el centro debe ser ocupado con los peones. La escuela hipermoderna (fundada por Reti, entre otros maestros) se basa en que una pieza que está ubicada en una determinada casilla, jamás controla esa casilla, por lo que promueve el control a distancia utilizando los alfiles en fiancheto, y no avanzando mucho los peones propios, ya que suelen ser puntos de ataque para el rival (con estos principios se funda la apertura reti y la defensa alekhine).
Un centro abierto (alguna de las columnas centrales sin peones) genera partidas rápidas y principalmente ataques basados en piezas. Con centros cerrados la técnica adecuada es hacer avances de peones en el flanco donde se esté más fuerte para el jugador que lleva la iniciativa. Para el jugador que se defiende, debe intentar minar el centro cerrado (bloqueado con peones) e iniciar un contraataque por ahí. El motivo de esto es que ante un centro cerrado, en general, el jugador que tiene más espacio tiene la oportunidad de llevar más fácilmente las piezas a la zona crítica, mientras que el bando defensor, cohibido en su situación, solo le queda reunir fuerzas en contra del centro y minarlo, con la esperanza de obtener más espacio y poder acudir en ayuda del flanco débil (hay casos en que el ataque al centro es de por sí suficientemente fuerte como para desviar el ataque de flanco por peones).